# Карлович, Ян
Ян Александр Людвик Карло́вич (Иван Александрович Карло́вич; 28 мая 1836, Субортовичи около Меркине — 14 июня 1903, Варшава) — российский польский этнограф, музыковед, лингвист, фольклорист (изучал польский, белорусский, литовский фольклор), журналист, член (с 1887 года) Академии знаний. Отец композитора и альпиниста Мечислава Карловича.

## Биография
Происходил из шляхетской семьи герба Остоя, был сыном Александра и Антонины Карловичей из рода Молоховец. Начальное образование получил дома у отца, затем учился в гимназии в Вильне (1847—1852; там же обучался игре на фортепиано и виолончели), а затем в Московском университете, где изучал филологию и историю (1853—1857; там же играл в симфоническом орекстре университета). В 1857—1859 годах получал дополнительное образование в Коллеж де Франс в Париже (одновременно совершенствовался как виолнчелист под руководством Себастьяна Лее) и затем в Гейдельберге; теорию и истории музыки изучал в консерватории в Брюсселе (1859—1860), затем изучал историю и философию в Берлинском университете (1865—1866), в том числе у Леопольда фон Ранке; в Берлинском университете в 1866 году защитил докторскую диссертацию под названием «De Boleslai Primi bello Kioviensi». Годом позже защитил габилитационную диссертацию «Don Karlos, królewicz hiszpański. Szkic biograficzno-historyczny» в Варшавской главной школе, но не получил габилитации.
Некоторое время работал в качестве канцелистом окружного суда в Вильно (1862 год). В 1865 году женился на Ирене, дочери Эдмунда Сулистровского (р. 1814, ум. 1871). Вместе с супругой жил в поместье Карловича в Подзитве, после смерти Эдмунда переехал в имение в Вишневе. В браке родилось четверо детей, в том числе сын Мечислав, ставший известным композитором и альпинистом, и две дочери: Янина, ставшая учительницей, и Ванда (её мужем был Зыгмунт Василевский, литературный критик, политический деятель, сенатор Второй Речи Посполитой).
В 1871 году непродолжительное время был научным сотрудником в Варшавской консерватории. В литовских губерниях собирал местный фольклор, работал над созданием социальных институтов взаимопомощи, вместе с Константом Скирмунтом возглавлял Итальянский банк в Шеметовщизне, в 1875 году написал научную работу о литовском языке, в котором рассматривались его история, грамматическая структура и связь с другими индоевропейскими языками. В 1876 году отправился в Филадельфию. В 1882 году посчитал, что не может заниматься в Литве научной деятельностью (планируя работу над словарём польского языка), и продал Вишнево графам Бутенеёвым-Хрептовичевым, что в период русификации было вменено ему как измена. Вместе с семьёй переехал сначала в Гейдельберг, затем в Дрезден, Прагу и в итоге в Варшаву. С собой постоянно перевозил большую библиотеку (четыре тысячи единиц). С 1899 года преподавал этнографию на педагогических курсах в Варшаве.

## Научная деятельность
С 1887 года был членом-корреспондентом Академии наук в Кракове. Состоял также членом Познанского Общества друзей наук (с 1872 года член-корреспондент), «Societe des Traditions Populaires» в Париже (с 1880 года), Литовского литературного общества (с 1881 года), этнологического общества во Львове (в 1895 году стал одним из его основателей и позже был почётным членом), Польского общества естествоиспытателей им. Коперника, американского Фольклорного общества, Фольклорного общества в Лондоне, Академии наук и искусств в Загребе, этнологического общества в Праге. Почётного членства его удостоило варшавское певческое общество «Lutnia». В Варшавском Музыкальном обществе основал секцию им. Станислава Монюшко (1891 год) и им. Фридерика Шопена (1899 год). В 1888 году был одним из сооснователей Этнографического музея в Варшаве. Занимал должность президента Фонда литературы в Варшаве.
Его научные интересы включали в себя литературный фольклор, этномузыковедение, польскую филологию, религиоведение, сравнительное языкознание, литвинистику, краеведение, музыкальную нотацию. Совместно с Адамом Антонием Крыньским и Владиславом Недзьведзким составил самый обширный (до середины XX века) словарь польского языка (1900—1927, 8 томов), охватывающий прибл. 280000 слов. Проводил сравнительные исследования польских преданий, доказывал чешское происхождение легенды о Пясте. Изучал этимологию имён и процесс их трансформации в фамилиях и названиях сёл, представил своё объяснение этимологии слова «Польша». Описал множество неизвестных народных музыкальных инструментов, а также дал описание устройства старой польской крестьянской избы. В 1876 году предложил собственный способ записи нот.
Сотрудничал с ежемесячным географическо-этнографическим журналом «Wisła» (1889—1899), будучи его редактором, сотрудничал также в изданиях «Aleneum», «Pamiętnik Fizyjograficzny», «Melusine»; совместно с Крыньским основал журнал «Prace Filologiczne» (1884 год). Выполнил несколько переводов (в том числе «Данные этики» Герберта Спенсера) и написал множество собственных научных работ. Наиболее известные следующие труды: «О chacie polskiej» (IV том журнала «Pamiętnik», 1884 год) и «О imionach wlasnych polskich miejsc i ludzi» («Pami ętnik» V, 1885 и VI, 1886). В последнем труде рассматриваются польские местные и личные собственные имена и проявления народной этимологии. В томах XI и XII «Zbi ór wiadomo ści do antropologii krajowej» (издание Краковской академии наук) издал «Podania i bajki ludowe zebrane nа Litwie» — сборник литовских и белорусских сказок. Писал также статьи историко-литературные (в «Атенеуме») и публицистические (например, статья о шляхте в «Ognisko» 1882 г.) сочинения.
21 октября 2011 года к 175-летию со дня его рождения в Субортовичах был установлен деревянный мемориал.